# Santa Maria Nuova
Santa Maria Nuova är en ort och kommun i provinsen Ancona i regionen Marche i Italien. Kommunen hade 4 097 invånare (2018).